# 上富良野駐屯地
上富良野駐屯地（かみふらのちゅうとんち、JGSDF Camp Kami-Furano）は、北海道空知郡上富良野町南町4丁目に所在し第2戦車連隊等が駐屯する陸上自衛隊の駐屯地である。多田分屯地が隷属。

## 概要

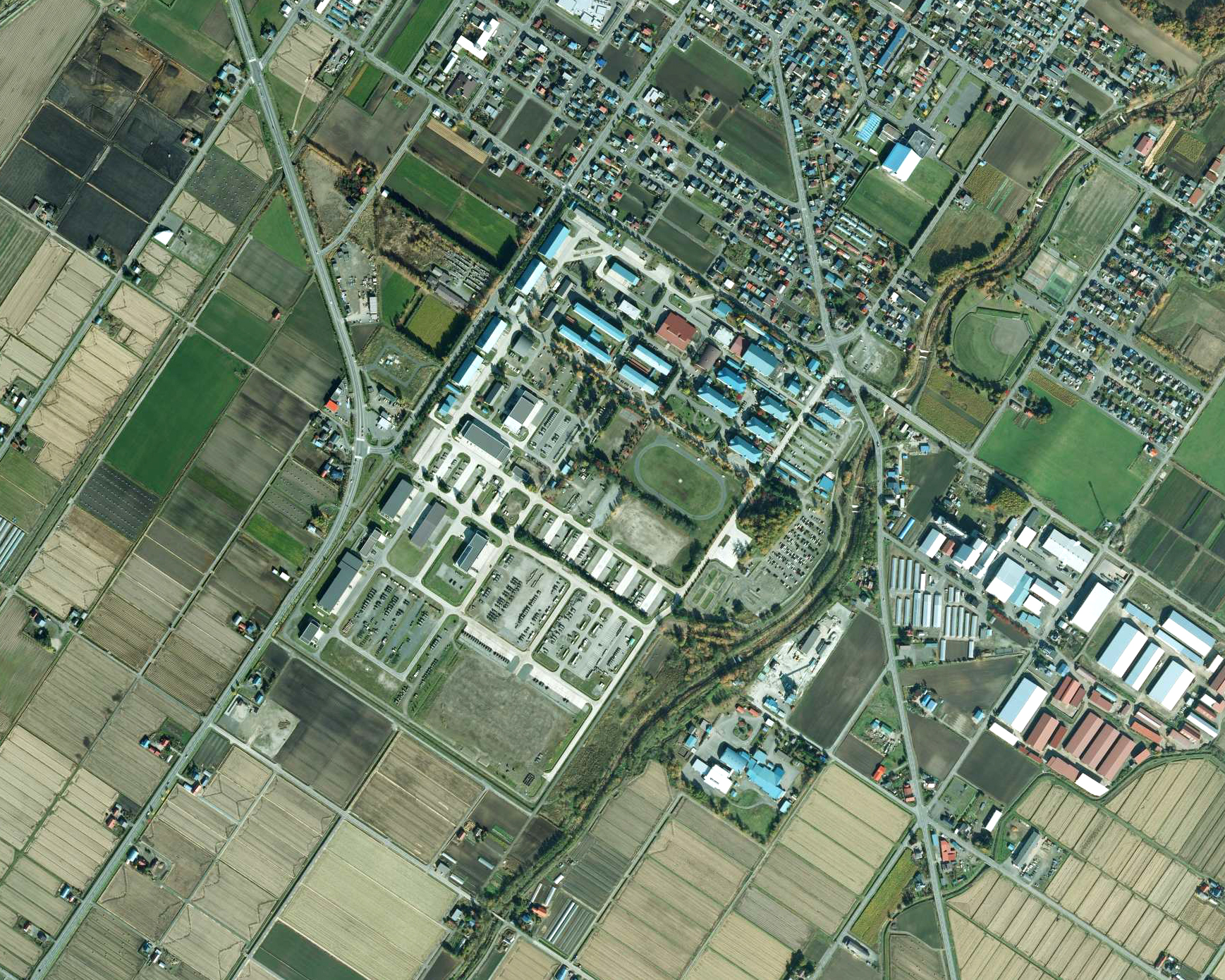
上富良野駐屯地周辺の空中写真。2009年10月25日撮影。。

師・旅団司令部所在駐屯地以外としては部隊数も多い駐屯地である。駐屯地司令は、第2戦車連隊長が兼務する。最寄の演習場は上富良野演習場で、上富良野駐屯地業務隊演習場管理班が管理している。上富良野演習場までは約4kmの位置にある。
駐屯地開放で見学客に振舞われるカレーが好評を博している。

## 沿革
陸上自衛隊上富良野駐屯地
- 1955年（昭和30年）
  - 9月1日：民有地を取得、隊舎等を新築、上富良野駐屯地が開設[1]。

  1. 第2特科連隊が旭川駐屯地から移駐。
  2. 業務隊等諸隊が創隊。

  - 9月6日：第2特車大隊が名寄駐屯地から移駐[2]。（名寄地方の水害における災害派遣のため、到着が9日となった。）

※所在部隊：第2特科連隊（第2大隊欠）、第2特車大隊、第344会計隊、第329警務分遣隊、第330固定無線隊、上富良野駐屯地業務隊
- 1956年（昭和31年）10月10日：北海道地区補給処多田弾薬支処が島松駐屯地より移駐[3]。
- 1957年（昭和32年）1月25日：第330固定無線隊が第330重無線隊に改編。
- 1958年（昭和33年）12月10日：第308地区施設隊が旭川駐屯地より移駐[3]。（2日移駐の資料あり[2]。）
- 1960年（昭和35年）
  - 1月14日：第330重無線隊が第330基地通信隊に改編。
  - 3月28日：第2管区警務隊第329警務分遣隊が第380警務隊上富良野連絡班に改編。
- 1961年（昭和36年）
  - 1月16日：旭川地方連絡部上富良野分駐所が開設。
  - 7月11日：第2対戦車隊を新編。
- 1962年（昭和37年）
  - 1月18日：

  1. 第2特車大隊が第2戦車大隊に称号変更。
  2. 第2特科連隊（第2特科大隊欠）が旭川駐屯地へ移駐。
  3. 第2対戦車隊を新編。（昭和36年7月11日新編の資料あり[2]。）

  - 3月7日：第2特科連隊（第2大隊欠）が旭川駐屯地へ移駐[3]。（1月18日移駐の資料あり[2]。）
  - 3月31日：第4特科群が東千歳駐屯地から移駐。（13日移駐の資料あり[2]。）
  - 8月1日：第315武器中整備中隊が島松駐屯地から移駐[3]。
- 1964年（昭和39年）3月24日：第315武器野整備中隊を第304武器野整備隊、第305装輪車整備隊（帯広駐屯地）、第306装輪車野整備隊に改編[3]。
- 1966年（昭和41年）7月30日：第306装輪車野整備隊が旭川駐屯地へ移駐[3]。
- 1971年（昭和46年）3月25日：第102装甲輸送隊を北部方面隊直轄部隊として新編[3]。
- 1973年（昭和48年）3月27日：第380警務隊上富良野派遣隊が第106地区警務隊上富良野連絡班に改編。
- 1974年（昭和49年）8月1日：第102装甲輸送隊が新編された第1戦車団に編合。
- 1975年（昭和50年）3月26日：第330基地通信隊を第301基地通信中隊上富良野派遣隊に改編。
- 1977年（昭和52年）3月25日：

1. 多田分屯地を開設。
2. 第304武器野整備隊を第304武器野整備中隊に改編。

- 1981年（昭和56年）3月25日：第102装甲輸送隊を廃止[3]。
- 1984年（昭和59年）3月26日：第301多連装ロケット中隊を新編。第4特科群に編合。
- 1988年（昭和63年）3月25日：第308地区施設隊を廃止[3]。
- 1991年（平成3年）3月29日：第316戦車中隊を第2戦車大隊の隷下に北部方面隊直轄部隊として新編。
- 1994年（平成6年）3月28日：第3地対艦ミサイル連隊を新編。
- 1995年（平成7年）
  - 3月27日：

  1. 第2対戦車隊を廃止。
  2. 第301多連装ロケット中隊を廃止。

  - 3月28日：第2戦車大隊、第316戦車中隊を廃止・改編し、第2戦車連隊（6個戦車中隊基幹）を新編。
- 2000年（平成12年）
  - 3月27日：北部方面武器隊第304武器野整備中隊を廃止。
  - 3月28日：

  1. 第131特科大隊を新編。第4特科群に編合。
  2. 後方支援体制移行に伴い、第103全般支援大隊を新編。北部方面後方支援隊に編合。
  3. 第101特科直接支援大隊第2直接支援中隊（第4特科群を支援）、第5直接支援中隊（第3地対艦ミサイル連隊を支援）を新編。北部方面後方支援隊に編合。
- 2003年（平成15年）3月23日：北部方面調査隊上富良野派遣隊が情報保全隊に改編。
- 2008年（平成20年）
  - 3月25日：第2戦車連隊本部管理中隊整備小隊を廃止。
  - 3月26日：第2後方支援連隊第2整備大隊戦車直接支援中隊（第2戦車連隊を支援）を新編。
- 2011年（平成23年）4月22日：

1. 第2対舟艇対戦車中隊（母体は第5対舟艇対戦中隊および第2師団隷下普通科連隊の対戦車中隊の人員・装備）
2. 第2後方支援連隊第2整備大隊対舟艇対戦車直接支援小隊（第2対舟艇対戦車中隊を支援）を新編。

- 2014年(平成26年）3月26日：第2戦車連隊の改編。

1. 第6戦車中隊を廃止。
2. 10式戦車を装備する第4戦車中隊以外は、90式および74式戦車混合運用となる[4]。

- 2017年（平成29年）
  - 3月26日：第4特科群第120特科大隊を廃止。第101特科直接支援大隊第2直接支援中隊第2直接支援小隊（第120特科大隊を支援）を廃止。
  - 3月27日：再編された第3施設団隷下に第14施設群を新編。北部方面後方支援隊第101施設直接支援大隊第4直接支援中隊（第14施設群を支援）を新編。
- 2019年（平成31年）3月26日：北部方面後方支援隊第102弾薬大隊第1弾薬中隊を新編。
- 2023年（令和5年）
  - 3月15日：第2戦車連隊第5戦車中隊を廃止[5]。
  - 3月16日：第3地対艦ミサイル連隊隷下に第305地対艦ミサイル中隊を新編[6]。
- 2024年 （令和6年）3月21日：部隊改編。

1. 第4特科群を廃止[7]。
2. 第104特科大隊を廃止。
3. 第131特科大隊を第1特科群に編成替え。
4. 第101特科直接支援大隊第2直接支援中隊を廃止し、一部を第1直接支援中隊に隷属する第6直接支援小隊（第131特科大隊を支援）に改編。
5. 第14施設群第301坑道中隊を廃止。
6. 第2特科連隊第4特科大隊および第2後方支援連隊第2整備大隊特科直接支援中隊第4直接支援小隊が旭川駐屯地から移駐[8]。
7. 上富良野駐屯地司令職を第4特科群長から第2戦車連隊長に移管[8]。

## 駐屯部隊

### 北部方面隊隷下部隊
- 第2師団
  - 第2戦車連隊
  - 第2特科連隊
    - 第4特科大隊

  - 第2対舟艇対戦車中隊
  - 第2後方支援連隊
    - 第2整備大隊
      - 戦車直接支援中隊：第2戦車連隊を支援
      - 特科直接支援中隊
        - 第4直接支援小隊：第2特科連隊第4特科大隊を支援

      - 対舟艇対戦車直接支援小隊：第2隊舟艇対戦車中隊を支援
- 第1特科団
  - 第3地対艦ミサイル連隊
    - 第305地対艦ミサイル中隊

  - 第1特科群
    - 第131特科大隊
- 第3施設団
  - 第14施設群
- 北部方面後方支援隊
  - 第103全般支援大隊
  - 第101特科直接支援大隊
    - 第1直接支援中隊
      - 第6直接支援小隊：第131特科大隊を支援

    - 第5直接支援中隊：第3地対艦ミサイル連隊を支援

  - 第101施設直接支援大隊
    - 第4直接支援中隊：第14施設群を支援

  - 第102弾薬大隊
    - 第1弾薬中隊（コア部隊）
- 北部方面システム通信群
  - 第101基地システム通信大隊
    - 第301基地通信中隊
      - 上富良野派遣隊
- 北部方面会計隊
  - 第344会計隊
- 上富良野駐屯地業務隊

### 防衛大臣直轄部隊
- 警務隊
  - 北部方面警務隊
    - 第119地区警務隊
      - 上富良野派遣隊

## 過去の駐屯部隊
- 1981年（昭和56年）3月25日廃止
  - 第102装甲輸送隊「102装輸」：1971年（昭和46年）3月25日から1981年（昭和56年）3月25日（廃止）の間。
- 1988年（昭和63年）3月25日廃止
  - 第308地区施設隊「308地施」：1958年（昭和33年）12月10日から1988年（昭和63年）3月25日（廃止）の間。
- 1995年（平成7年）3月27日廃止
  - 第2対戦車隊「2対戦」：1961年（昭和36年）7月11日から1995年（平成7年）3月27日（廃止）の間。
  - 第301多連装ロケット中隊「301多」：
  - 第2戦車大隊「2戦-本」：第2戦車連隊に増強改編。
  - 第316戦車中隊「316戦」：1991年（平成3年）3月29日から1995年（平成7年）3月27日（廃止）の間。
- 2000年（平成12年）3月27日廃止
  - 北部方面武器隊第304武器野整備中隊：
  - 第3地対艦ミサイル連隊直接支援隊「3地対艦-直支」：第101特科直接支援大隊第5直接支援中隊に改編。
- 2014年(平成26年）3月26日廃止
  - 第2戦車連隊第6戦車中隊「2戦-6」：

- 2017年（平成29年）3月26日廃止
  - 第120特科大隊「120特-本」：
  - 第101特科直接支援大隊第2直接支援中隊第2直接支援小隊「101特直支-2」：第120特科大隊を支援

- 2023年（令和5年）3月15日廃止
  - 第2戦車連隊第5戦車中隊「2戦-5」：

- 2024年 （令和6年）3月21日廃止
  - 第4特科群「4特群-本」：1962年（昭和37年）3月1日から2024年 （令和6年）3月21日（廃止）の間。
  - 第104特科大隊「104特-本」：1961年（昭和36年）12月4日から2024年 （令和6年）3月21日（廃止）の間。
  - 第301坑道中隊「301坑」：2017年（平成29年）3月27日から2024年 （令和06年）3月21日（廃止）の間。

## 最寄の幹線交通
- 高速道路：
- 一般道：国道237号、北海道道291号吹上上富良野線、北海道道298号上富良野旭中富良野線、北海道道581号留辺蘂上富良野線
- 鉄道：JR北海道富良野線 上富良野駅
- 港湾：
- 飛行場：旭川空港（第二種空港）